# Campionatul Mondial Universitar de Handbal Feminin din 2016
Campionatul Mondial Universitar de Handbal Feminin din 2016 a fost a XI-a ediție a competiției organizate Federația Internațională a Sportului Universitar (FISU) și s-a desfășurat în Spania, în orașul Antequera, parte a municipalității Málaga, între 27 iunie și 3 iulie 2016. Turneul feminin a făcut parte din Campionatul Mondial de Handbal Universitar, ajuns la a XXIII-a ediție. În aceeași perioadă, la Antequera a avut loc și turneul de handbal masculin.

## Săli
Sălile în care a fost organizată competiția sunt următoarele: 
| Antequera                                                                               |
| --------------------------------------------------------------------------------------- |
| Pabellón Fernando Argüelles (inaugurată pe 10 august 1980) Capacitate: 2.500 spectatori |
| Centro de Tecnificación de Atletismo Capacitate: 2.010 spectatori                       |
| Complejo El Maulí (inaugurată în 2004) Capacitate: 500 spectatori                       |
| F.ArgüellesCTAEl Maulí Sălile pe harta Provinciei Málaga                                |

## Echipele participante
America de Sud
- Uruguay

Asia
- India
- Japonia

Europa
- Cehia
- Spania (gazdă)
- Polonia
- România
- Rusia

## Tragerea la sorți
Tragerea la sorți s-a desfășurat pe 1 iunie 2016, la sediul central al FISU din Lausanne, Elveția, și a putut fi urmărită în direct pe pagina de Facebook a FISU. Echipele au fost trase la sorți în două grupe. Spania, gazda competiției, a fost desemnată cap de serie în Grupa A, iar Rusia a fost desemnată cap de serie în Grupa B, deoarece, dintre cele opt participante Campionatul Mondial din 2016, Rusia a fost echipa cea mai bine clasată la ediția anterioară a competiției, unde a câștigat medalia de argint.

### Rezultatul tragerii la sorți
Conform paginii oficiale a competiției:
| Grupa A                      | Grupa B                     |
| ---------------------------- | --------------------------- |
| Spania România Japonia India | Rusia Cehia Polonia Uruguay |

## Faza grupelor
Programul meciurilor a fost anunțat pe 1 iunie 2016. Partidele au fost transmise în direct pe canalul YouTube al competiției.
|  | Echipele calificate în semifinale          |
|  | Echipele care au jucat pentru locurile 5-8 |

### Grupa A
| Echipa  | M | V | E | Î | GM  | GP  | G    | Pct |
| ------- | - | - | - | - | --- | --- | ---- | --- |
| România | 3 | 3 | 0 | 0 | 86  | 52  | +34  | 6   |
| Spania  | 3 | 2 | 0 | 1 | 94  | 59  | +35  | 4   |
| Japonia | 3 | 1 | 0 | 2 | 101 | 66  | +35  | 2   |
| India   | 3 | 0 | 0 | 3 | 40  | 144 | −104 | 0   |

| 27 iunie 2016 11:30 | Spania    | 27 - 26       | Japonia     | Pabellón Fernando Argüelles, Antequera |
| 27 iunie 2016 11:30 | Sempere 7 | (11-14)       | Matsumoto 7 | Pabellón Fernando Argüelles, Antequera |
| 27 iunie 2016 11:30 | 5× 3×     | Video Cronica | 4× 3×       | Pabellón Fernando Argüelles, Antequera |

| 27 iunie 2016 11:30 | India     | 11 - 43       | România | Centro de Tecnificación de Atletismo, Antequera Arbitri: Almawt, Marhoon |
| 27 iunie 2016 11:30 | Gurmail 5 | (5-22)        | Preda 8 | Centro de Tecnificación de Atletismo, Antequera Arbitri: Almawt, Marhoon |
| 27 iunie 2016 11:30 | 5× 2× 1×  | Video Cronica | 1× 3×   | Centro de Tecnificación de Atletismo, Antequera Arbitri: Almawt, Marhoon |

| 28 iunie 2016 12:15 | România             | 20 - 19       | Spania     | Pabellón Fernando Argüelles, Antequera Arbitri: Volodkov, Zotin |
| 28 iunie 2016 12:15 | Tudor, Zamfirescu 4 | (9-11)        | Elicegui 3 | Pabellón Fernando Argüelles, Antequera Arbitri: Volodkov, Zotin |
| 28 iunie 2016 12:15 | 2× 4×               | Video Cronica | 4× 3×      | Pabellón Fernando Argüelles, Antequera Arbitri: Volodkov, Zotin |

| 28 iunie 2016 12:15 | India      | 16 - 53       | Japonia     | Centro de Tecnificación de Atletismo, Antequera Arbitri: Alaa, Hossam |
| 28 iunie 2016 12:15 | Maninder 7 | (9-22)        | Matsumoto 9 | Centro de Tecnificación de Atletismo, Antequera Arbitri: Alaa, Hossam |
| 28 iunie 2016 12:15 | 2× 2×      | Video Cronica | 3× 3×       | Centro de Tecnificación de Atletismo, Antequera Arbitri: Alaa, Hossam |

| 29 iunie 2016 12:15 | Japonia  | 22 - 23       | România           | Pabellón Fernando Argüelles, Antequera Arbitri: Baranowski, Lemanowicz |
| 29 iunie 2016 12:15 | Sasaki 6 | (11-12)       | Andrei, Vizitiu 5 | Pabellón Fernando Argüelles, Antequera Arbitri: Baranowski, Lemanowicz |
| 29 iunie 2016 12:15 | 1× 3×    | Video Cronica | 4× 3×             | Pabellón Fernando Argüelles, Antequera Arbitri: Baranowski, Lemanowicz |

| 29 iunie 2016 12:15 | Spania                         | 48 - 13       | India     | Centro de Tecnificación de Atletismo, Antequera Asistență: 100 Arbitri: Alaa, Hossam |
| 29 iunie 2016 12:15 | González de Garibay, Sempere 7 | (23-8)        | Gurmail 4 | Centro de Tecnificación de Atletismo, Antequera Asistență: 100 Arbitri: Alaa, Hossam |
| 29 iunie 2016 12:15 | 3× 3×                          | Video Cronica | 4× 2×     | Centro de Tecnificación de Atletismo, Antequera Asistență: 100 Arbitri: Alaa, Hossam |

### Grupa B
| Echipa  | M | V | E | Î | GM  | GP  | G   | Pct |
| ------- | - | - | - | - | --- | --- | --- | --- |
| Polonia | 3 | 3 | 0 | 0 | 90  | 58  | +32 | 6   |
| Rusia   | 3 | 2 | 0 | 1 | 107 | 65  | +42 | 4   |
| Cehia   | 3 | 1 | 0 | 2 | 70  | 77  | −7  | 2   |
| Uruguay | 2 | 0 | 0 | 2 | 44  | 111 | −67 | 0   |

| 27 iunie 2016 09:30 | Uruguay        | 15 - 27       | Cehia             | Pabellón Fernando Argüelles, Antequera Arbitri: Horváth, Marton |
| 27 iunie 2016 09:30 | Diaz, Failla 3 | (6-13)        | Kubáčková, Malá 7 | Pabellón Fernando Argüelles, Antequera Arbitri: Horváth, Marton |
| 27 iunie 2016 09:30 | 5× 3×          | Video Cronica | 1× 3×             | Pabellón Fernando Argüelles, Antequera Arbitri: Horváth, Marton |

| 27 iunie 2016 09:30 | Rusia      | 24 - 27       | Polonia | Centro de Tecnificación de Atletismo, Antequera Asistență: 54 Arbitri: Florescu, Stoia |
| 27 iunie 2016 09:30 | Samohina 5 | (10-13)       | Zych 5  | Centro de Tecnificación de Atletismo, Antequera Asistență: 54 Arbitri: Florescu, Stoia |
| 27 iunie 2016 09:30 | 7× 3× 1×   | Video Cronica | 5× 3×   | Centro de Tecnificación de Atletismo, Antequera Asistență: 54 Arbitri: Florescu, Stoia |

| 28 iunie 2016 10:00 | Uruguay           | 16 - 35       | Polonia                  | Pabellón Fernando Argüelles, Antequera Arbitri: Almawt, Marhoon |
| 28 iunie 2016 10:00 | patru jucătoare 3 | (7-21)        | Janiszewska, Pasternak 6 | Pabellón Fernando Argüelles, Antequera Arbitri: Almawt, Marhoon |
| 28 iunie 2016 10:00 | 3× 3×             | Video Cronica | 2× 3×                    | Pabellón Fernando Argüelles, Antequera Arbitri: Almawt, Marhoon |

| 28 iunie 2016 10:00 | Cehia  | 25 - 34       | Rusia       | Centro de Tecnificación de Atletismo, Antequera Arbitri: Macías, Ruiz |
| 28 iunie 2016 10:00 | Malá 6 | (11-16)       | Samohina 10 | Centro de Tecnificación de Atletismo, Antequera Arbitri: Macías, Ruiz |
| 28 iunie 2016 10:00 | 4× 3×  | Video Cronica | 6× 3×       | Centro de Tecnificación de Atletismo, Antequera Arbitri: Macías, Ruiz |

| 29 iunie 2016 10:00 | Rusia       | 49 - 13       | Uruguay           | Pabellón Fernando Argüelles, Antequera Arbitri: Macías, Ruiz |
| 29 iunie 2016 10:00 | Samohina 10 | (22-4)        | Bonanni, Inglés 3 | Pabellón Fernando Argüelles, Antequera Arbitri: Macías, Ruiz |
| 29 iunie 2016 10:00 | 6× 2×       | Video Cronica | 7× 2×             | Pabellón Fernando Argüelles, Antequera Arbitri: Macías, Ruiz |

| 29 iunie 2016 10:00 | Polonia       | 28 - 18       | Cehia       | Centro de Tecnificación de Atletismo, Antequera Asistență: 50 Arbitri: Florescu, Stoia |
| 29 iunie 2016 10:00 | Stanulewicz 6 | (14-7)        | Kubáčková 5 | Centro de Tecnificación de Atletismo, Antequera Asistență: 50 Arbitri: Florescu, Stoia |
| 29 iunie 2016 10:00 | 2× 2×         | Video Cronica | 1× 3×       | Centro de Tecnificación de Atletismo, Antequera Asistență: 50 Arbitri: Florescu, Stoia |

## Fazele eliminatorii

### Meciurile pentru locurile 5-8
Echipele clasate pe ultimele două locuri în Grupa A au disputat meciuri împotriva echipelor clasate pe ultimele două locuri în Grupa B pentru a stabili ordinea locurilor 5-8.
| 1 iulie 2016 10:00 | Japonia     | 34 - 18       | Uruguay   | Pabellón Fernando Argüelles, Antequera Arbitri: Alaa, Hossam |
| 1 iulie 2016 10:00 | Matsumoto 9 | (15-9)        | Bonanni 8 | Pabellón Fernando Argüelles, Antequera Arbitri: Alaa, Hossam |
| 1 iulie 2016 10:00 | 5× 2×       | Video Cronica | 5× 2×     | Pabellón Fernando Argüelles, Antequera Arbitri: Alaa, Hossam |

| 1 iulie 2016 10:00 | Cehia   | 37 - 12       | India               | Centro de Tecnificación de Atletismo, Antequera Arbitri: Florescu, Stoia |
| 1 iulie 2016 10:00 | Malá 11 | (21-5)        | Gurmail, Maninder 3 | Centro de Tecnificación de Atletismo, Antequera Arbitri: Florescu, Stoia |
| 1 iulie 2016 10:00 | 1× 1×   | Video Cronica | 2× 2×               | Centro de Tecnificación de Atletismo, Antequera Arbitri: Florescu, Stoia |

| 2 iulie 2016 09:30 | Uruguay   | 22 - 23       | India     | Centro de Tecnificación de Atletismo, Antequera Asistență: 100 Arbitri: Alaa, Hossam |
| 2 iulie 2016 09:30 | Bonanni 6 | (10-10)       | Gurmail 6 | Centro de Tecnificación de Atletismo, Antequera Asistență: 100 Arbitri: Alaa, Hossam |
| 2 iulie 2016 09:30 | 2× 3×     | Video Cronica | 1×        | Centro de Tecnificación de Atletismo, Antequera Asistență: 100 Arbitri: Alaa, Hossam |

| 2 iulie 2016 09:30 | Japonia             | 28 - 26       | Cehia        | Pabellón Fernando Argüelles, Antequera Asistență: 100 Arbitri: Florescu, Stoia |
| 2 iulie 2016 09:30 | Kawashima, Sasaki 6 | (10-14)       | Nygrýnová 11 | Pabellón Fernando Argüelles, Antequera Asistență: 100 Arbitri: Florescu, Stoia |
| 2 iulie 2016 09:30 | 1× 2×               | Video Cronica | 2× 3×        | Pabellón Fernando Argüelles, Antequera Asistență: 100 Arbitri: Florescu, Stoia |

### Semifinalele
Echipele clasate pe primele două locuri în fiecare grupă au avansat în semifinale.
| 1 iulie 2016 12:15 | România   | 21 - 18       | Rusia                          | Pabellón Fernando Argüelles, Antequera Arbitri: Baranowski, Lemanowicz |
| 1 iulie 2016 12:15 | Pricopi 5 | (10-12)       | Divak, Cighirinova, Sadakova 3 | Pabellón Fernando Argüelles, Antequera Arbitri: Baranowski, Lemanowicz |
| 1 iulie 2016 12:15 | 3× 2×     | Video Cronica | 2× 2× 1×                       | Pabellón Fernando Argüelles, Antequera Arbitri: Baranowski, Lemanowicz |

| 1 iulie 2016 12:15 | Polonia       | 19 - 21       | Spania    | Centro de Tecnificación de Atletismo, Antequera Arbitri: Horváth, Marton |
| 1 iulie 2016 12:15 | Janiszewska 5 | (11-12)       | Sempere 6 | Centro de Tecnificación de Atletismo, Antequera Arbitri: Horváth, Marton |
| 1 iulie 2016 12:15 | 3× 4×         | Video Cronica | 3× 3×     | Centro de Tecnificación de Atletismo, Antequera Arbitri: Horváth, Marton |

### Finala mică
| 2 iulie 2016 11:45 | Rusia      | 26 - 27       | Polonia | Pabellón Fernando Argüelles, Antequera Arbitri: Macías, Ruiz |
| 2 iulie 2016 11:45 | Samohina 8 | (13-17)       | Zych 13 | Pabellón Fernando Argüelles, Antequera Arbitri: Macías, Ruiz |
| 2 iulie 2016 11:45 | 6× 3×      | Video Cronica | 2× 4×   | Pabellón Fernando Argüelles, Antequera Arbitri: Macías, Ruiz |

### Finala
| 2 iulie 2016 14:00 | România   | 14 - 20       | Spania                | Pabellón Fernando Argüelles, Antequera Arbitri: Baranowski, Lemanowicz |
| 2 iulie 2016 14:00 | Pricopi 3 | (7-10)        | González de Garibay 6 | Pabellón Fernando Argüelles, Antequera Arbitri: Baranowski, Lemanowicz |
| 2 iulie 2016 14:00 | 2× 3×     | Video Cronica | 4× 3×                 | Pabellón Fernando Argüelles, Antequera Arbitri: Baranowski, Lemanowicz |

## Clasament și statistici

### Clasamentul marcatoarelor
Actualizat pe data de 2 iulie 2016
| Poz. | Nume               | Echipă  | Goluri | Meciuri | Goluri/meci |
| ---- | ------------------ | ------- | ------ | ------- | ----------- |
| 1    | Daria Samohina     | Rusia   | 35     | 5       | 7           |
| 1    | Hikaru Matsumoto   | Japonia | 35     | 5       | 7           |
| 2    | Veronika Malá      | Cehia   | 30     | 5       | 6           |
| 3    | Aleksandra Zych    | Polonia | 29     | 5       | 5,8         |
| 4    | África Sempere     | Spania  | 26     | 5       | 5,2         |
| 6    | Gabriela Nygrýnová | Cehia   | 24     | 5       | 4,8         |
| 6    | Mana Ohyama        | Japonia | 24     | 5       | 4,8         |
| 7    | Tereza Kubáčková   | Cehia   | 22     | 5       | 4,4         |
| 8    | Paola Bonanni      | Uruguay | 21     | 5       | 4,2         |
| 8    | Haruno Sasaki      | Japonia | 21     | 5       | 4,2         |
| 7    | Kaur Gurmail       | India   | 20     | 5       | 4           |

Sursa: fisu.net Arhivat în 24 octombrie 2017, la Wayback Machine.

### Clasamentul final
| Loc               | Echipa  |
| ----------------- | ------- |
| Medalie de aur    | Spania  |
| Medalie de argint | România |
| Medalie de bronz  | Polonia |
| 4                 | Rusia   |
| 5                 | Japonia |
| 6                 | Cehia   |
| 7                 | India   |
| 8                 | Uruguay |